# Судан на летних Олимпийских играх 1992
Судан принимал участие в Летних Олимпийских играх 1992 года в Барселоне (Испания) в шестой раз за свою историю, но не завоевал ни одной медали.